# Nicolas Cozza
Nicolas Louis Marcel Cozza (ur. 8 stycznia 1999 w Gangesie) – francuski piłkarz występujący na pozycji obrońcy we francuskim klubie Montpellier HSC oraz w reprezentacji Francji do lat 21. Wychowanek FC Pays Viganais Aigoual.